# ТЭС «Международная»
ТЭС «Международная» (ТЭС ММДЦ «Москва-Сити») — парогазовая тепловая электростанция (теплоэлектроцентраль), расположенная в Пресненском районе г. Москвы, в составе комплекса «Москва-Сити». Собственник станции — ООО «Ситиэнерго».

## Конструкция станции
ТЭС «Международная» представляет собой тепловую парогазовую электростанцию с комбинированной выработкой электроэнергии и тепла (ПГУ-ТЭЦ). Установленная мощность электростанции — 236 МВт, тепловая мощность — 420 Гкал/час. Основное и резервное топливо — природный газ.
Основное генерирующее оборудование станции скомпоновано в два энергоблока (ПГУ-116 и ПГУ-120), каждый из которых скомпонован по схема дубль-блока (две газовые турбины и одна паровая турбина). Энергоблок ПГУ-116 (первая очередь станции) включает в себя две газотурбинные установки GTX-100 мощностью по 43 МВт с котлами-утилизаторами HRSG, и теплофикационную паротурбинную установку SST-700МР мощностью 30 МВт. Энергоблок ПГУ-120 (вторая очередь станции) включает в себя две газотурбинные установки SGT-800 мощностью по 45 МВт с котлами-утилизаторами HRSG, и теплофикационную паротурбинную установку SST-700МР мощностью 30 МВт. Также имеются водогрейные котлы ПТВМ-120Э и КВГМ-151,2-150. Производитель паровых и газовых турбин — фирма Siemens (Германия), котлов-утилизаторов — фирма Alstom (Франция), водогрейных котлов — ОАО «Дорогобужкотломаш» и ЗАО «Энергомаш». Система охлаждения оборотная, построена с использованием вентиляторных градирен.
Электроэнергия станции выдаётся в энергосистему через комплектное распределительное элегазовое устройство напряжением 110 кВ (КРУЭ-110 кВ) по следующим кабельным линиям напряжением 110 кВ:
- КЛ 110 кВ «Перемычка ТЭС» (2 цепи);
- КЛ 110 кВ ТЭС Международная — ПС Магистральная (2 цепи);
- КЛ 110 кВ ТЭС Международная — ПС Пресня (2 цепи).

Кроме того, электроэнергия также передаётся местным потребителям по кабельным линиям электропередачи напряжением 20 кВ и 10,5 кВ.

## Экономическое значение
ТЭС «Международная» обеспечивает электроэнергией и теплом объекты Международного делового центра «Москва-Сити», а также прилегающие районы Москвы. Станция характеризуется высокой загрузкой, коэффициент использования установленной мощности превышает 70 %. По состоянию на начало 2017 года, присоединённая к станции тепловая нагрузка составляет 241 Гкал/ч.

## История строительства и эксплуатации
Строительство первой очереди ТЭС ММДЦ «Москва-Сити» (ТЭС МММДЦ-1) было начато в 1999 году, для этой цели было создано ЗАО «Сити-Энерго». Возведение станции затянулось и в 2004 году было приостановлено при готовности около 90 %, а ЗАО «Сити-Энерго» признано банкротом. В июне 2005 года Правительство Москвы заключило с ОАО «ВО «Технопромэкспорт» инвестиционный контракт на строительство второй очереди ТЭС ММДЦ «Москва-Сити». Генеральный проектировщик второй очереди — институт «Теплоэлектропроект», генеральный подрядчик — ОАО «ВО «Технопромэкспорт». Вторая очередь ТЭС «Международная» была введена в эксплуатацию 10 ноября 2007 года. Для завершения строительства первой очереди станции в сентябре 2005 года было создано ООО «Ситиэнерго», собственником которого также является ОАО «ВО «Технопромэкспорт», первая очередь станции была введена в эксплуатацию в декабре 2009 года. В 2012 году «Технопромэкспорт» внёс в состав ООО «Ситиэнерго» вторую очередь электростанции, консолидировав обе очереди на балансе одной организации. Обсуждалась возможность строительства третьей и четвёртой очереди электростанции.